# Károly Koller (Journalist)
Károly Koller (* 21. September 1968 in der Banater Ortschaft Gyorok in Rumänien) ist ein deutscher Schriftsteller, Übersetzer und Filmemacher.

## Biographie
Károly Kálmán Koller wurde am 21. September 1968 in Gyorok bei Arad als drittes Kind eines Lehrerehepaares geboren. Bereits vor seiner Einschulung diktierte er seiner Mutter erste Gedichte. Wegen politischer Verfolgung unter dem Regime Ceaușescu
emigrierte die Familie 1976 nach Deutschland und ließ sich in Kastl bei Amberg nieder. Hier besuchte Koller die deutsche Volksschule und anschließend das in Kastl ansässige Ungarische Gymnasium. Nach dem Abitur studiert er in München, Wien und São Paulo Philosophie, Theologie und Portugiesisch. In dieser Zeit sammelte er erste Erfahrungen mit dem Journalismus und Filmschaffen (Antoniusfeuer, 1993).
1996 beendete Koller  das Studium der Philosophie (Magister) und Theologie (Diplom). Anschließend wurde er als Redakteur bei der Münchner Fernsehproduktionsgesellschaft Text & Bild GmbH angestellt. Seit 2000 arbeitet Koller als freier Autor in München und São Paulo
. Er ist verheiratet und hat eine Tochter.
Der passionierte Höhlenforscher erkundet neben seiner beruflichen Tätigkeit in Zusammenarbeit mit dem Landesverein für Höhlenkunde von Oberösterreich
bisher unbekannte Karsthöhlen im Toten Gebirge. Sein im Jahr 2000 veröffentlichter Gedichtband „Nachtkarst“ verarbeitet die während dieser Expeditionen gemachten Erfahrungen.

## Werke
- Nachtkarst. Gedichte. Viechtach, Lichtung Verlag, 2000. ISBN 3-92951-7353
- Libretto der Oper: Inanna (Musik: Helga Pogatschar). Uraufführung Artionale München, 2002
- Nachdichtung des sumerischen Hymnus „Inannas Gang in die Unterwelt“ in der Zeitschrift „Manuskripte“.  In Zusammenarbeit mit Helga Pogatschar entstand die CD „Inanna“, die in der Süddeutschen Zeitung als „Ohrwurm des Jahres“ und „Musikfilm des Jahres“ (Hörkino ohne Film) bezeichnet wurde.

## Filmographie
- Zwischen Himmel und Erding (BR/ARD. 45 min., 2001)
- Sixtina. Die Kapelle der Kardinäle (Eigenproduktion, Tellux, 55 min, 2003)
- Die Kunst der Kunst (ZDF/3sat, Zwei Teile, je 30 min., 2004),
- Pannonhalma. Ungarns Heiliger Berg (BR/ORF, 45 min. 2005).
- Wer rettet die Welt? (ARD, 45 min, 2007)
- Nur noch Wasser für die Reichen? (ARD, 45 min, 2008)
- In dem Alter stirbt doch keiner! (Lilo Filmverlag, 55 min, 2012)
- Thyago und der Klang der Trommel (SWR, Schau in meine Welt, 25 min, 2014)
- Nusin. Ein Leben in der Arche (SWR, Schau in meine Welt, 25 min, 2015, nominiert für den Grimme-Preis 2016)
- Leiharbeiter im Priestergewand (BR, Unter unserem Himmel, 45 min, 2016)
- Hier spielt die Musik. Hinterm Chiemsee tut sich was (BR, Unter unserem Himmel, 45 min, 2017)
- Alma, die Grenzgängerin (SWR, Schau in meine Welt, 25 min, 2022)

1996 bis 2005 Werkstattgespräche mit zeitgenössischen Künstlern im Rahmen des täglichen Magazins KulturZeit auf 3sat. Es handelt sich um kurze filmische Momentaufnahmen aus einem Tag eines Künstlers. In jeder Folge dokumentierte Koller den Besuch des 3sat-Moderators Gert Scobel beim jeweiligen Künstler. Besucht wurden u. a.: Reiner Kunze, Waltraud Meier, Hans Platschek, John Neumeier, Thomas Hürlimann, Stefan Bachmann, Franco Ambrosetti, Rainald Goetz, Harun Farocki, Marlene Streeruwitz, Peter Zadek, Klaus Zehelein, Raymond Federman, Udo Samel, Kent Nagano, Wolfgang Riehm, William Forsythe, Odo Marquard, Ivan Nagel, Luc Bondy, Heinz Spoerli, Alexander Pereira, Otto Sander, Barbara Rudnik, Martina Gedeck, Jochen Gerz, Michael Haneke, Hans Hollein, Herlinde Koelbl, Barbara Klemm, Anish Kapoor.